# Ундело
Ундело (нем. Undeloh) — община в Германии, в земле Нижняя Саксония.
Входит в состав района Харбург. Подчиняется управлению Ханштедт. Население составляет 942 человека (на 31 декабря 2010 года). Занимает площадь 48,2 км².